# マンティス (マーベル・コミック)
マンティス（Mantis）は、マーベルコミックスが出版するコミック作品に登場するキャラクターである。ライターのスティーヴ・イングルハートとアーチストのドン・ヘック両氏によって創造され、1973年の『The Avengers』 #112で初登場した。
また、『Comics Buyer's Guide』の「コミックの100人のセクシーな女性」では99位となった。

## 発行履歴
スティーブ・イングルハートとドン・ヘックに創造されたマンティスは、『アベンジャーズ』第112号（1973年6月）収録の物語である『セレスティアル・マドンナ』で初登場した。イングルハートがマーベル・コミックスを一度退社し、DCコミックス・エクリプス・コミックス・イメージ・コミックの3社で働いたことから、『ジャスティス・リーグ』第142号や、『スコルピオ・ローズ』第2号、『コヨーテ』第1号にも登場し、“ウィロー”や“ローレライ/スコルピオ・ローズ”と呼ばれ、息子を出産する描写もあった。
ローレライは後に、イングルハートによる2010年の小説『The Long Man』でも、その存在を言及された。

## キャラクター経歴
マンティスは、ドイツ人の父グスタフ・ブラントとベトナム人の母ルア・ングイェンの間にドイツ系ベトナム人として生まれた。幼い頃、グスタフによって“クリー”の宗派である“コタティ”が司祭として常駐する“プマ寺院”へ送られ、マンティスの名前を与えられると、宇宙人の伝承にある救世主を産む母親“セレスティアル・マドンナ”候補として育てられた。
武術を習得して18歳になると、マインドコントロールで記憶を消され、ベトナムの孤児という偽の記憶を与えられて、人生経験を積むために世に出された。ベトナムのバーでバーメイド兼売春婦になったマンティスは、自尊心を失っていたソーズマン（初代）と出会い、彼を支えて想いを寄せられるようになると、“アベンジャーズ”に再び加わるソーズマンと共闘する形でアベンジャーズの味方となった。
アベンジャーズと共に、マンティスは数多くの冒険や戦闘に身を投じ、“ファンタスティック・フォー”、“インヒューマンズ”との共闘で、ピエトロ・マキシモフ/クイックシルバーとクリスタリア・アマケリン/クリスタルの結婚式でウルトロンと対峙したこともあった。
マンティスは一時ヴィジョンに心を奪われ、ソーズマンの存在が目に入らなくなったこともあったが、カーンに誘拐された一件で、セレスティアル・マドンナ候補だと知られて殺されそうになると、自分を庇って生命を落としたソーズマンの愛の深さに気づいた。ソーズマンを弔うと“タイタニック・スリー”と戦い、“クリー/スクラル戦争”や、コタティ、そしてプマの司祭の起源を学んで、正式にアベンジャーズに加わり、セレスティアル・マドンナであることが明らかになるとコタティと結婚し、子どもを身篭った。
生まれた息子に“セコイア”と名付けたマンティスは、自身もマンディ・セレスティンと名乗るようになり、親子でウィリマンティックにおいて1年間一緒に暮らした後、父親の近親者たちに息子を託し、シルバーサーファーと一緒に宇宙へ旅立って“エルダー・オブ・ジ・ユニバース”と戦った。シルバーサーファーから愛されるようになったマンティスだが、自身の人生と息子を手放したこと、過去数年間の緊張などから、複数のマンティスに分裂した。
“ウエストコースト・アベンジャーズ”に再び加わったマンティスの1人は記憶の一部を失い、一時的に復活したソーズマンを通して、精神と記憶を回復するためにパートナーを見つける必要があると知り、ニューヨーク市に向かうと、ファンタスティック・フォーに遭遇した。すると、未来から現れたカーンに追われるも、コタティの助けを借りて、カーンに勝利した。しかしマンティスは、息子を育てるために自らの体を離れてコタティと一緒にならなければならないことに気づいた。

## MCU版
MCUでは、ポム・クレメンティエフが演じる。日本語吹替は秋元才加が担当。原作コミックスとは異なり、地球人ではなく宇宙人として設定された。
本項は、“アース616”（正史の宇宙）におけるマンティスを主軸に表記する。

### キャラクター像
額の一対の触角と大きな黒目、緑色と黒を基調とする軽装の着衣など、その名の通り地球のカマキリを彷彿とさせる外見が特徴を持つ、出自不明の女性エイリアン。
両親を亡くした幼虫の頃、エゴに拾われて彼の星で育てられ、エゴを特殊能力で眠らせる役割などを持つ忠実な従者となった、と“ガーディアンズ・オブ・ギャラクシー”の面々と出会って間もない頃に称していたが、実際には自身もエゴの子で、ピーター・クイル/スター・ロードの異母妹である。だが、エゴが幾多の星々で出会った異性に産ませた自身の子どもたちを利用して、エゴ自身を全宇宙規模へ“拡張”させようとしていることと、そのために利用された子どもたちが全て拡張の失敗で命を落としたことを知ってしまうも、彼女は“役に立つノミ”としてエゴに奉仕し続けるしか生きられなかった。
無邪気な性格で、特徴的な容姿を「醜い」と言われても笑って返す一方、従者だった頃はエゴ以外の人と接した経験が無かったことから世界観が狭く、社会技能も他人との距離感も分からず、デリカシーに欠けた発言や行動が多かった。ただし、エゴの本性や目的を悪質と恐れ、地球暦2014年に出会ったクイルたちガーディアンズの面々へ「早く知らせるべきだった」と後悔しながらそれを打ち明けて、彼らを危機から救おうとするくらいに倫理観はまともである。また、いざ戦いの場に直面すれば、敵対者に敢然と立ち向かうほどの勇敢さも秘めている。
エゴとの戦いの後に、新たな仲間/家族の一員としてガーディアンズに加入。彼らとの触れ合いや冒険を通して他者との付き合い方を学んだことにより、クイルが愛聴する楽曲に合わせて首を振るほどチームに馴染み、ガーディアンズ以外の人物とも十分に話し合えるほどコミュニケーション能力も向上している。ガーディアンズのうち、ドラックスとは特に仲が良く、ドラックスからは彼の亡き愛娘の面影を見られている。

### 『ホワット・イフ...?』版
現在のところ、“アース72124”におけるマンティスが登場している。正史のマンティスとの差異などの具体的なキャラクター像は不明だが、パーティー・ソーの友人のパーティー・ピープルである。

### 能力
華奢な第一印象とは裏腹に彼女の身体は、落下してきた宇宙船の破片が当たって気絶することはあっても、致命傷を負わないどころか痣もできないほど非常に丈夫である。
エンパシー（Empathy）
“エンパス”であるマンティスが行使できる特殊な共感能力。額の触角の力で掌で触れた人の心を読んだり、眠らせる・悲しませるなど感情を操ることが可能で、その効果はドラックスやガモーラのような強い自我を持つ者にも明確な影響を与えるほど高く、マンティス自身の意志次第で、天人のエゴや“全宇宙最大の脅威”であるサノスにまで数分間作用させることも可能。

### 各作品での活躍
『ガーディアンズ・オブ・ギャラクシー: リミックス』
本作からMCU初登場。
実の息子であるクイルの存在を知ったエゴに同行し、惑星“ベアハート”でガーディアンズと出会う。エゴがクイルに父親として接する傍らで、自身もベアハートからエゴの星までガーディアンズと触れ合い、彼らを困惑させたり逆に振り回されたりと親睦を深めていった。
その最中にエゴが“拡張”に差し掛かろうとしていると、エゴの秘密を皆に打ち明け、エゴに襲われるガーディアンズに助力することを決意。一時はエゴを眠らせて抑えるも、前述の破片で気絶してしまい、そのままガーディアンズたち共々ピンチに陥った。
だがドラックスたちの決死の行動によって窮地を逃れ、エゴが滅びた後に行われたヨンドゥ・ウドンタの葬儀にも参列し、“ラヴェジャーズ”全隊の船から放たれた光を見て「綺麗」と感動する。
『アベンジャーズ/インフィニティ・ウォー』
本作からガーディアンズの一員として登場する。人格面である程度の成長を見せる一方で、銀河の各地で次々に起こる異変を敏感に感じ取り、若干落ち着きを失いつつある。また惑星“タイタン”で、新たに出会ったトニー・スターク/アイアンマンたちがミーティングを行っている横で、ドラックスと2人でタイタンの重力異常を楽しむなど、無邪気さも健在であることも描写される。
宇宙船“ステイツマン”からの救難信号をキャッチして皆と共に信号の発信元である宙域に辿り着くと、サノスらの手にかかった多数のアスガルド人の亡骸とステイツマンの残骸を発見し、その中から引き上げた意識不明状態のソーを、自身のエンパシーで目覚めさせた。
ソーからサノスが野望達成のために“インフィニティ・ストーン”収集に動き出したことを知らされると、クイルたちと共にストーンの一つである“リアリティ・ストーン”を回収するため、採掘コロニーの“ノーウェア”に向かうが先回りしていたサノスにストーンは奪われており、ガモーラも拐われてしまう結果となった。
その後、ネビュラからの連絡でタイタンに向かい、遭遇したトニーたちと誤解から交戦してしまうも、サノス打倒のために手を組んだ。そして現れたサノスとの戦いでは、皆との連携でサノスを拘束したものの、サノスからガモーラを手にかけてしまった悲しみを読み取り、これにクイルが乱心したことで形成逆転されてしまった。そこからはサノスに全く太刀打ちできず、ストーンを6つ揃えたサノスが地球で引き起こした“デシメーション”により、塵と化して消滅してしまう。
『アベンジャーズ/エンドゲーム』
本作ではデシメーションから5年もの間消滅したままだったが、アベンジャーズの尽力により復活し、クライマックスにおける2014年からタイムトラベルしてきたサノスの群勢との決戦の際に、タイタンと繋がったゲートウェイからクイル・ドラックス・ピーター・パーカー/スパイダーマン・スティーヴン・ストレンジ/ドクター・ストレンジと共に戦地となった“アベンジャーズ・コンパウンド”跡地に登場。他のヒーローたちに比べて戦闘描写に乏しかったものの、6つのストーンを収めた“ナノ・ガントレット”を“量子トンネル”へ運ばせるために多くの女性ヒーローたちと共闘する場面も披露した。
トニーによってサノスの群勢が消滅し、戦いが終わると、ガモーラ以外のガーディアンズの仲間たちやネビュラと共に、トニーの葬儀に参列する。その後、地球から旅立つ前に張り合いかけるクイルとソーにドラックスが鼓舞すると、皆と共に便乗して「ナイフでやっちゃって」と直接対決を囃し立てる。
『ホワット・イフ...?』シーズン1第7話
アース72124におけるマンティスがモブキャラクターとして登場。シドニーのハーバーブリッジの上で、ソーに催されたパーティーに参加して盛り上がる。
『ソー:ラブ&サンダー』

『ガーディアンズ・オブ・ギャラクシー ホリデー・スペシャル』

『ガーディアンズ・オブ・ギャラクシー:VOLUME 3』